# Karl Beckmann (Maler)
Karl Friedrich Ferdinand Beckmann (* 23. März 1799 in Berlin; † 2. Oktober 1859 ebenda) war ein deutscher Landschafts- und Architekturmaler.

## Leben
Der Berliner Karl Beckmann absolvierte etwa 1813 bis 1815 zunächst eine Ausbildung an der Königlich-Preußischen Porzellan-Manufaktur in Berlin. Später besuchte er die Zeichenklassen der Preußischen Akademie der Künste in Berlin. Um 1820 war Beckmann dann Schüler im Atelier von Wilhelm Wach in Berlin.
Von 1824 bis 1828 lässt sich ein Parisaufenthalt nachweisen, während dessen Beckmann vermutlich ein Studium der Malerei bei Jean-Victor Bertin absolvierte. Von 1828 bis 1832 hielt sich Beckmann dann in Rom auf, bevor er ab 1837 Lehrer für Architektur und Perspektive an der Preußischen Akademie der Künste in Berlin wurde. Dort erfolgte 1846 auch seine Berufung zum Professor.